# Ms. OOJAの、いちばん泣けるドリカム
『Ms. OOJAの、いちばん泣けるドリカム』（ミスオオジャノ、イチバンナケルドリカム）は、Ms.OOJAの5枚目のカバーアルバム。2017年5月3日、Universal Sigmaから発売された。

## 解説
- Ms.OOJAによるカバーアルバム第5集。全編ドリームズ・カム・トゥルーの楽曲のみで構成されている。ドリームズ・カム・トゥルーの中村正人が監修に参加した[5]。

- 本アルバムのキャッチコピーは『かなしい。せつない。大好き。』。このコピーはドリカムの楽曲「うれしい！たのしい！大好き！」になぞらえたもので、「第53回宣伝会議賞」でグランプリを受賞したお笑い芸人の今野和人が考案した[6]。

- Ms.OOJAが歌手を志すきっかけとなったのは、高校時代に自分が歌ったドリカムの「三日月」を聴いた友人が涙したことだった[7]。それから十数年の月日を経て、2016年大阪万博記念公園で開催された「私だけのドリカムThe Live in 万博公園」[8]にMs.OOJAは出演。「三日月」を熱唱し、ステージ袖にいた中村正人に絶賛で迎えられて、Ms.OOJAは感激のあまり泣き崩れてしまった[9]。それから間もなくしてスタッフから全曲ドリカムの楽曲によるカバーアルバムの制作を提案され、アルバム制作にあたっては中村正人が監修に参加することになった[5]。

- ドリカムの楽曲は既に「Woman -Love Song Covers-」(2012年)で「やさしいキスをして」、「私とドリカム -Dreams Come True 25th Anniversary Best Covers-」(2014年)で「Winter Song」、「The Hits 〜No.1 Song Covers〜」(2015年)で「朝がまた来る」の3曲をカバーしていたが、「泣ける」をテーマに新たに13曲が選曲された[6][10]。さらに2017年には「The Best Covers of Dreams Come True ドリウタ Vol.1」で「さよならを待ってる」をカバーした。

- 「未来予想図」はミュージックビデオが制作され、女優の本郷杏奈が出演した[11][12]。

- 2020年4月、新型コロナウイルス感染拡大を受けて日本赤十字社とユニバーサルミュージックによって、医療現場の最前線に立つ全国の医療従事者を応援するためのプロジェクト「#最前線にエールを何度でも」が主催され、プロジェクト開始時にはアーティストとアスリート計9組（AI、黒田卓也、鈴華ゆう子、ナオト・インティライミ、Ms.OOJA、宮市亮、MIYAVI、山本彩、吉田麻也）による「何度でも」の歌唱動画が公開された[13]。

## 収録曲
| #         | タイトル                                 | 作詞      | 作曲              | 時間  |
| --------- | ---------------------------------------- | --------- | ----------------- | ----- |
| 1.        | 「The Signs of Love」                    | 吉田美和  | 中村正人          | 3:48  |
| 2.        | 「未来予想図」                           | 吉田美和  | 吉田美和          | 4:00  |
| 3.        | 「未来予想図II」                         | 吉田美和  | 吉田美和          | 5:53  |
| 4.        | 「Love Love Love」                       | 吉田美和  | 中村正人          | 3:34  |
| 5.        | 「あの夏の花火 -Senkou-Hanabi Version-」 | 吉田美和  | 西川隆宏/中村正人 | 5:49  |
| 6.        | 「三日月」                               | 吉田美和  | 吉田美和          | 3:56  |
| 7.        | 「悲しいKiss」                           | 吉田美和  | 吉田美和          | 5:07  |
| 8.        | 「7月7日、晴れ」                         | 吉田美和  | 中村正人          | 4:15  |
| 9.        | 「ねぇ」                                 | 吉田美和  | 吉田美和/中村正人 | 4:57  |
| 10.       | 「Again」                                | 吉田美和  | 吉田美和/中村正人 | 3:52  |
| 11.       | 「何度でも」                             | 吉田美和  | 吉田美和/中村正人 | 3:38  |
| 12.       | 「さぁ鐘を鳴らせ」                       | 吉田美和  | 吉田美和/中村正人 | 4:33  |
| 13.       | 「あなたのように」                       | 吉田美和  | 吉田美和/中村正人 | 4:33  |
| 合計時間: | 合計時間:                                | 合計時間: | 合計時間:         | 58:01 |

## ミュージックビデオ
| 曲名       | ミュージックビデオ                                  |
| ---------- | --------------------------------------------------- |
| 未来予想図 | Ms.OOJA「未来予想図」 - YouTube                     |
| 未来予想図 | Ms.OOJA「未来予想図」「三日月」 - YouTube           |
| 三日月     |                                                     |
| 何度でも   | 【#最前線にエールを何度でも】「何度でも」 - YouTube |

## チャート
| チャート(2019)                           | 最高位 |
| ---------------------------------------- | ------ |
| Oricon 週間CDアルバムランキング          | 16     |
| Billboard Japan 週間CDアルバムランキング | 11     |
| Billboard Japan 週間Download Albums      | 6      |